# Plavilla
Plavilla – miejscowość i gmina we Francji, w regionie Oksytania, w departamencie Aude.
Według danych na rok 1990 gminę zamieszkiwało 66 osób, a gęstość zaludnienia wynosiła 5 osób/km² (wśród 1545 gmin Langwedocji-Roussillon Plavilla plasuje się na 835. miejscu pod względem liczby ludności, natomiast pod względem powierzchni na miejscu 596.).

## Zabytki
Zabytki w miejscowości posiadające status Monument historique:
- kościół l'Espinoux (Église de l'Espinoux)